# Гргур Иванелић
Гргур Иванелић  (Дубровник, 1690 — ?) био је дубровачки сликар.

## Уметничко дело
Гргур Иванелић је припадао фрањевачком реду. Сликарство је учио у родном граду, а касније у Италији.
Нацртао је Свету Магдалену и минијатурну копију Бичевања Христа, рађену према делу К. Марате.